# Rally di Catalogna 2001
Il Rally di Catalogna 2001, ufficialmente denominato 37º Rallye Catalunya-Costa Brava - Rallye de España, è stata la quarta prova del campionato del mondo rally 2001 nonché la trentasettesima edizione del Rally di Catalogna e la dodicesima con valenza mondiale.

## Riepilogo
La manifestazione si è svolta dal 23 al 25 marzo sugli asfalti della Costa Brava, in Catalogna, con base a Lloret de Mar; nella prima e nella terza giornata si gareggiò nella provincia di Girona mentre per la seconda i concorrenti si spostarono verso sud, nei territori attorno alla città di Tarragona.
L'evento è stato vinto dal francese Didier Auriol, navigato dal connazionale Denis Giraudet, al volante di una Peugeot 206 WRC (2000) della squadra Peugeot Total, per quella che sarà la sua ventesima e ultima vittoria in carriera nonché l'unica per la Peugeot, davanti alla coppia formata dai connazionali e compagni di squadra Gilles Panizzi e Hervé Panizzi, e all'equipaggio finlandese composto da Tommi Mäkinen e Risto Mannisenmäki, alla guida di una Mitsubishi Lancer Evo 6.5 del team Marlboro Mitsubishi Ralliart.
Gli argentini Gabriel Pozzo e Daniel Stillo, su Mitsubishi Lancer Evo VI, hanno invece conquistato la vittoria nella Coppa FIA piloti gruppo N, mentre l'equipaggio formato dal francese Sébastien Loeb e dal monegasco Daniel Elena si sono aggiudicati la prima tappa della neonata Coppa FIA piloti Super 1600, alla guida di una Citroën Saxo S1600.

## Dati della prova
| Denominazione ufficiale             | Rallye Catalunya-Costa Brava - Rallye de España                                                                                                   |
| Tappa N°                            | 4 di 14 |
| Edizione N°                         | 37 |
| Data manifestazione                 | da venerdì 23/03/2001 a domenica 25/03/2001 |
| Sede ospitante                      | Lloret de Mar (provincia di Girona, Catalogna, Spagna)                                                                                            |
| Sede parco assistenza               | Prima e terza frazione: Manlleu (provincia di Barcellona, Catalogna). Seconda frazione: Port Aventura, Salou (provincia di Tarragona, Catalogna). |
| Superficie                          | Asfalto |
| Iscritti                            | 79 |
| Partiti                             | 76 |
| Arrivati                            | 36 (47,4%) |
| Prove speciali previste             | 18 |
| Prove speciali disputate            | 17 (1 cancellata) |
| Prova più breve                     | 12,90 km (PS1 e PS4: La Trona) |
| Prova più lunga                     | 35,89 km (PS9 e PS12: La Riba) |
| Prova più lenta                     | velocità media di 80,60 km/h (PS11: Escaladei 2)                                                                                                  |
| Prova più veloce                    | velocità media di 101,70 km/h (PS6: Vallfogona 2)                                                                                                 |
| Lunghezza prove speciali previste   | 383,18 km |
| Lunghezza prove speciali disputate  | 347,29 km (19,5% della distanza totale effettiva - cancellati 35,89 km)                                                                           |
| Lunghezza complessiva trasferimenti | 1431,84 km |
| Distanza totale effettiva           | 1779,13 km |
| Media oraria del vincitore          | velocità media di 94,3 km/h (347,29 km in 3h40'54"7)                                                                                              |

## Itinerario
| Frazione            | Prova  | Ora    | Nome                                         | Partenza                                     | Arrivo                                       | Lunghezza | Totale    |
| ------------------- | ------ | ------ | -------------------------------------------- | -------------------------------------------- | -------------------------------------------- | --------- | --------- |
| Frazione 1 (23 mar) |        | 09:20  | Assistenza – Manlleu (10 m)                  | Assistenza – Manlleu (10 m)                  | Assistenza – Manlleu (10 m)                  | –         | 101,00 km |
| Frazione 1 (23 mar) | PS1    | 09:58  | La Trona 1                                   | Sant Hipòlit de Voltregà                     | Sant Boi de Lluçanès                         | 12,90 km  | 101,00 km |
| Frazione 1 (23 mar) | PS2    | 10:33  | Alpens - les Llosses 1                       | Alpens                                       | Les Llosses                                  | 21,80 km  | 101,00 km |
| Frazione 1 (23 mar) | PS3    | 11:33  | Vallfogona 1                                 | Sant Joan de les Abadesses                   | Vallfogona de Ripollès                       | 15,80 km  | 101,00 km |
| Frazione 1 (23 mar) |        | 13:03  | Assistenza – Manlleu (20 m)                  | Assistenza – Manlleu (20 m)                  | Assistenza – Manlleu (20 m)                  | –         | 101,00 km |
| Frazione 1 (23 mar) | PS4    | 13:51  | La Trona 2                                   | Sant Hipòlit de Voltregà                     | Sant Boi de Lluçanès                         | 12,90 km  | 101,00 km |
| Frazione 1 (23 mar) | PS5    | 14:26  | Alpens - les Llosses 2                       | Alpens                                       | Les Llosses                                  | 21,80 km  | 101,00 km |
| Frazione 1 (23 mar) | PS6    | 15:26  | Vallfogona 2                                 | Sant Joan de les Abadesses                   | Vallfogona de Ripollès                       | 15,80 km  | 101,00 km |
| Frazione 1 (23 mar) |        | 16:41  | Assistenza – Manlleu (45 m)                  | Assistenza – Manlleu (45 m)                  | Assistenza – Manlleu (45 m)                  | –         | 101,00 km |
|                     |        |        |                                              |                                              |                                              |           |           |
| Frazione 2 (24 mar) |        | 08:00  | Assistenza – PortAventura Park, Salou (10 m) | Assistenza – PortAventura Park, Salou (10 m) | Assistenza – PortAventura Park, Salou (10 m) | –         | 163,78 km |
| Frazione 2 (24 mar) | PS7    | 08:55  | Pratdip 1                                    | Vandellòs/Tivissa                            | Pradell de la Teixeta                        | 31,57 km  | 163,78 km |
| Frazione 2 (24 mar) | PS8    | 10:06  | Escaladei 1                                  | Torroja del Priorat                          | Poboleda                                     | 14,43 km  | 163,78 km |
| Frazione 2 (24 mar) |        | 11:06  | Assistenza – PortAventura Park, Salou (20 m) | Assistenza – PortAventura Park, Salou (20 m) | Assistenza – PortAventura Park, Salou (20 m) | –         | 163,78 km |
| Frazione 2 (24 mar) | PS9    | 12:04  | La Riba 1                                    | Vilaplana                                    | La Riba                                      | 35,89 km  | 163,78 km |
| Frazione 2 (24 mar) |        | 13:29  | Assistenza – PortAventura Park, Salou (20 m) | Assistenza – PortAventura Park, Salou (20 m) | Assistenza – PortAventura Park, Salou (20 m) | –         | 163,78 km |
| Frazione 2 (24 mar) | PS10   | 14:34  | Pratdip 2                                    | Vandellòs/Tivissa                            | Pradell de la Teixeta                        | 31,57 km  | 163,78 km |
| Frazione 2 (24 mar) | PS11   | 15:45  | Escaladei 2                                  | Torroja del Priorat                          | Poboleda                                     | 14,43 km  | 163,78 km |
| Frazione 2 (24 mar) |        | 16:45  | Assistenza – PortAventura Park, Salou (20 m) | Assistenza – PortAventura Park, Salou (20 m) | Assistenza – PortAventura Park, Salou (20 m) | –         | 163,78 km |
| Frazione 2 (24 mar) | PS12   | 17:43  | La Riba 2                                    | Vilaplana                                    | La Riba                                      | 35,89 km  | 163,78 km |
| Frazione 2 (24 mar) |        | 18:53  | Assistenza – PortAventura Park, Salou (45 m) | Assistenza – PortAventura Park, Salou (45 m) | Assistenza – PortAventura Park, Salou (45 m) | –         | 163,78 km |
|                     |        |        |                                              |                                              |                                              |           |           |
| Frazione 3 (25 mar) |        | 08:05  | Assistenza – Manlleu (10 m)                  | Assistenza – Manlleu (10 m)                  | Assistenza – Manlleu (10 m)                  | –         | 118,40 km |
| Frazione 3 (25 mar) | PS13   | 08:36  | Coll de Bracons 1                            | Sant Pere de Torelló                         | La Vall d'en Bas                             | 19,66 km  | 118,40 km |
| Frazione 3 (25 mar) | PS14   | 09:53  | Osor 1                                       | Osor                                         | Sant Hilari Sacalm                           | 13,26 km  | 118,40 km |
| Frazione 3 (25 mar) | PS15   | 10:27  | Collsesplanes 1                              | Sant Hilari Sacalm                           | Sant Julià de Vilatorta                      | 26,28 km  | 118,40 km |
| Frazione 3 (25 mar) |        | 11:37  | Assistenza – Manlleu (20 m)                  | Assistenza – Manlleu (20 m)                  | Assistenza – Manlleu (20 m)                  | –         | 118,40 km |
| Frazione 3 (25 mar) | PS16   | 12:18  | Coll de Bracons 2                            | Sant Pere de Torelló                         | La Vall d'en Bas                             | 19,66 km  | 118,40 km |
| Frazione 3 (25 mar) | PS17   | 13:35  | Osor 2                                       | Osor                                         | Sant Hilari Sacalm                           | 13,26 km  | 118,40 km |
| Frazione 3 (25 mar) | PS18   | 14:09  | Collsesplanes 2                              | Sant Hilari Sacalm                           | Sant Julià de Vilatorta                      | 26,28 km  | 118,40 km |
| Frazione 3 (25 mar) |        | 15:04  | Assistenza – Manlleu (20 m)                  | Assistenza – Manlleu (20 m)                  | Assistenza – Manlleu (20 m)                  | –         | 118,40 km |
| Totale              | Totale | Totale | Totale                                       | Totale                                       | Totale                                       | Totale    | 383,18 km |

## Risultati

### Classifica
| Pos.                        | Nº       | Pilota             | Copilota               | Auto                          | Squadra                      | Classe/Validità | Tempo     | Distacco | Punti    |
| Generale                    | Generale | Generale           | Generale               | Generale                      | Generale                     | Generale        | Generale  | Generale | Generale |
| --------------------------- | -------- | ------------------ | ---------------------- | ----------------------------- | ---------------------------- | --------------- | --------- | -------- | -------- |
| 1.                          | 2        | Didier Auriol      | Denis Giraudet         | Peugeot 206 WRC (2000)        | Peugeot Total                | WRC             | 3h40'54"7 | –        | 10       |
| 2.                          | 16       | Gilles Panizzi     | Hervé Panizzi          | Peugeot 206 WRC (2000)        | Peugeot Total                | WRC             | 3h41'17"9 | +23"2    | 6        |
| 3.                          | 7        | Tommi Mäkinen      | Risto Mannisenmäki     | Mitsubishi Lancer Evo 6.5     | Marlboro Mitsubishi Ralliart | WRC             | 3h41'56"1 | +1'01"4  | 4        |
| 4.                          | 8        | Freddy Loix        | Sven Smeets            | Mitsubishi Carisma GT Evo 6.5 | Marlboro Mitsubishi Ralliart | WRC             | 3h43'11"4 | +2'16"7  | 3        |
| 5.                          | 3        | Carlos Sainz       | Luis Moya              | Ford Focus RS WRC 01          | Ford Motor Co. Ltd.          | WRC             | 3h43'30"4 | +2'35"7  | 2        |
| 6.                          | 17       | François Delecour  | Daniel Grataloup       | Ford Focus RS WRC 01          | Ford Motor Co. Ltd.          | WRC             | 3h43'38"4 | +2'43"7  | 1        |
| 7.                          | 5        | Richard Burns      | Robert Reid            | Subaru Impreza WRC2001        | Subaru World Rally Team      | WRC             | 3h43'57"5 | +3'02"8  | -        |
| 8.                          | 14       | Philippe Bugalski  | Jean-Paul Chiaroni     | Citroën Xsara WRC             | Automobiles Citroën          | WRC             | 3h44'20"4 | +3'25"7  | -        |
| 9.                          | 19       | Simon Jean-Joseph  | Jack Boyere            | Peugeot 206 WRC               | -                            | WRC             | 3h45'54"0 | +4'59"3  | -        |
| 10.                         | 12       | Bruno Thiry        | Stéphane Prévot        | Škoda Octavia WRC Evo2        | Škoda Motorsport             | WRC             | 3h46'58"6 | +6'03"9  | -        |
| Coppa FIA piloti gruppo N   |          |                    |                        |                               |                              |                 |           |          |          |
| 1. (18.)                    | 27       | Gabriel Pozzo      | Daniel Stillo          | Mitsubishi Lancer Evo VI      | -                            | N4 / Gr. N      | 4h04'36"1 | –        | 10       |
| 2. (19.)                    | 83       | Roger Feghali      | Bruno Brissart         | Mitsubishi Lancer Evo VI      | Mistral Racing               | N4 / Gr. N      | 4h06'23"3 | +1'47"2  | 6        |
| 3. (21.)                    | 28       | Stig Blomqvist     | Ana Goñi               | Mitsubishi Lancer Evo VI      | David Sutton Cars Ltd        | N4 / Gr. N      | 4h07'13"5 | +2'37"4  | 4        |
| 4. (23.)                    | 88       | Stanislav Grjazin  | Dmitrij Eremeev        | Mitsubishi Lancer Evo VI      | -                            | N4 / Gr. N      | 4h07'54"4 | +3'18"3  | 3        |
| 5. (27.)                    | 85       | Joan Font          | Manel Muñoz            | Mitsubishi Lancer Evo VI      | Escudería Voltregá           | N4 / Gr. N      | 4h09'40"8 | +5'04"7  | 2        |
| 6. (28.)                    | 98       | Eddie Mercier      | Jean-Michel Veret      | Renault Clio RS               | -                            | N3 / Gr. N      | 4h11'59"2 | +7'23"1  | 1        |
| Coppa FIA piloti Super 1600 |          |                    |                        |                               |                              |                 |           |          |          |
| 1. (15.)                    | 53       | Sébastien Loeb     | Daniel Elena           | Citroën Saxo S1600            | -                            | A6 / S1600      | 4h00'18"6 | –        | 10       |
| 2. (16.)                    | 56       | Giandomenico Basso | Flavio Guglielmini     | Fiat Punto S1600              | Top Run                      | A6 / S1600      | 4h03'09"3 | +2'50"7  | 6        |
| 3. (20.)                    | 61       | Corrado Fontana    | Renzo Casazza          | Peugeot 206 S1600             | -                            | A6 / S1600      | 4h06'29"8 | +6'11"2  | 4        |
| 4. (22.)                    | 63       | Martin Stenshorne  | Clive Jenkins          | Ford Puma S1600               | -                            | A6 / S1600      | 4h07'24"3 | +7'07"5  | 3        |
| 5. (24.)                    | 52       | Andrea Dallavilla  | Flavio Guglielmini     | Fiat Punto S1600              | -                            | A6 / S1600      | 4h08'27"8 | +8'09"2  | 2        |
| 6. (25.)                    | 73       | Christian Chemin   | Matteo Alberto Bacchin | Fiat Punto S1600              | -                            | A6 / S1600      | 4h09'03"0 | +8'44"4  | 1        |

| Principali ritiri | Principali ritiri | Principali ritiri | Principali ritiri | Principali ritiri      | Principali ritiri       | Principali ritiri | Principali ritiri        | Principali ritiri |
| PS                | Nº                | Pilota            | Copilota          | Auto                   | Squadra                 | Classe/Validità   | Causa                    | Pos. rit.         |
| ----------------- | ----------------- | ----------------- | ----------------- | ---------------------- | ----------------------- | ----------------- | ------------------------ | ----------------- |
| PS 3              | 6                 | Petter Solberg    | Phil Mills        | Subaru Impreza WRC2001 | Subaru World Rally Team | WRC               | Incidente                | 7º                |
| PS 4              | 1                 | Marcus Grönholm   | Timo Rautiainen   | Peugeot 206 WRC (2000) | Peugeot Total           | WRC               | Ruota persa              | 3º                |
| PS 6              | 4                 | Colin McRae       | Nicky Grist       | Ford Focus RS WRC 01   | Ford Motor Co. Ltd.     | WRC               | Pompa del carburante     | 7º                |
| PS 7              | 11                | Armin Schwarz     | Manfred Hiemer    | Škoda Octavia WRC Evo2 | Škoda Motorsport        | WRC               | Sterzo                   | 12º               |
| PS 11             | 15                | Jesús Puras       | Marc Martí        | Citroën Xsara WRC      | Automobiles Citroën     | WRC               | Pressione del carburante | 2º                |
| PS 14             | 9                 | Piero Liatti      | Carlo Cassina     | Hyundai Accent WRC2    | Hyundai Castrol WRT     | WRC               | Freni                    | 13º               |
| PS 16             | 18                | Markko Märtin     | Michael Park      | Subaru Impreza WRC2001 | Subaru World Rally Team | WRC               | Rottura meccanica        | 14º               |

Legenda

Pos. = posizione; Nº = numero di gara; PS = prova speciale; Pos. rit. = posizione detenuta prima del ritiro.
| Icona | Classe                                                                                                 |
| ----- | --- |
| WRC   | Equipaggio di classe A8 (World Rally Car) che può conquistare punti per il campionato costruttori.     |
| WRC   | Equipaggio di classe A8 (World Rally Car) che non può conquistare punti per il campionato costruttori. |
| Gr. N | Equipaggio registrato alla Coppa FIA piloti gruppo N.                                                  |
| S1600 | Equipaggio registrato alla Coppa FIA piloti Super 1600.                                                |
| TC    | Equipaggio registrato alla Coppa FIA squadre (FIA Team Cup).                                           |
|       | Ulteriori classificazioni.                                                                             |

### Prove speciali
| Frazione            | Prova | Ora   | Nome                   | Lunghezza | Vincitori                            | Tempo            | Velocità media | Leader del rally                     |
| ------------------- | ----- | ----- | ---------------------- | --------- | ------------------------------------ | ---------------- | -------------- | ------------------------------------ |
| Frazione 1 (23 Mar) | PS1   | 09:58 | La Trona 1             | 12,90 km  | Jesús Puras Marc Martí               | 8'24"8           | 92,0 km/h      | Jesús Puras Marc Martí               |
| Frazione 1 (23 Mar) | PS2   | 10:33 | Alpens - les Llosses 1 | 21,80 km  | Tommi Mäkinen Risto Mannisenmäki     | 13'30"3          | 96,9 km/h      | Jesús Puras Marc Martí               |
| Frazione 1 (23 Mar) | PS3   | 11:33 | Vallfogona 1           | 15,80 km  | Philippe Bugalski Jean-Paul Chiaroni | 9'21"2           | 101,4 km/h     | Jesús Puras Marc Martí               |
| Frazione 1 (23 Mar) | PS4   | 13:51 | La Trona 2             | 12,90 km  | Didier Auriol Denis Giraudet         | 8'26"2           | 91,7 km/h      | Jesús Puras Marc Martí               |
| Frazione 1 (23 Mar) | PS5   | 14:26 | Alpens - les Llosses 2 | 21,80 km  | Philippe Bugalski Jean-Paul Chiaroni | 13'32"7          | 96,6 km/h      | Jesús Puras Marc Martí               |
| Frazione 1 (23 Mar) | PS6   | 15:26 | Vallfogona 2           | 15,80 km  | Philippe Bugalski Jean-Paul Chiaroni | 9'19"3           | 101,7 km/h     | Jesús Puras Marc Martí               |
|                     |       |       |                        |           |                                      |                  |                | Jesús Puras Marc Martí               |
| Frazione 2 (24 Mar) | PS7   | 08:55 | Pratdip 1              | 31,57 km  | Jesús Puras Marc Martí               | 19'12"0          | 98,7 km/h      | Jesús Puras Marc Martí               |
| Frazione 2 (24 Mar) | PS8   | 10:06 | Escaladei 1            | 14,43 km  | Philippe Bugalski Jean-Paul Chiaroni | 10'26"6          | 82,9 km/h      | Jesús Puras Marc Martí               |
| Frazione 2 (24 Mar) | PS9   | 12:04 | La Riba 1              | 35,89 km  | Philippe Bugalski Jean-Paul Chiaroni | 21'56"6          | 98,1 km/h      | Philippe Bugalski Jean-Paul Chiaroni |
| Frazione 2 (24 Mar) | PS10  | 14:34 | Pratdip 2              | 31,57 km  | Philippe Bugalski Jean-Paul Chiaroni | 19'17"8          | 98,2 km/h      | Philippe Bugalski Jean-Paul Chiaroni |
| Frazione 2 (24 Mar) | PS11  | 15:45 | Escaladei 2            | 14,43 km  | Didier Auriol Denis Giraudet         | 10'44"5          | 80,6 km/h      | Philippe Bugalski Jean-Paul Chiaroni |
| Frazione 2 (24 Mar) | PS12  | 17:43 | La Riba 2              | 35,89 km  | prova cancellata                     | prova cancellata |                | Philippe Bugalski Jean-Paul Chiaroni |
|                     |       |       |                        |           |                                      |                  |                | Philippe Bugalski Jean-Paul Chiaroni |
| Frazione 3 (25 Mar) | PS13  | 08:36 | Coll de Bracons 1      | 19,66 km  | Gilles Panizzi Hervé Panizzi         | 12'51"3          | 91,8 km/h      | Philippe Bugalski Jean-Paul Chiaroni |
| Frazione 3 (25 Mar) | PS14  | 09:53 | Osor 1                 | 13,26 km  | Didier Auriol Denis Giraudet         | 8'12"4           | 96,9 km/h      | Philippe Bugalski Jean-Paul Chiaroni |
| Frazione 3 (25 Mar) | PS15  | 10:27 | Collsesplanes 1        | 26,28 km  | Philippe Bugalski Jean-Paul Chiaroni | 16'28"0          | 95,8 km/h      | Didier Auriol Denis Giraudet         |
| Frazione 3 (25 Mar) | PS16  | 12:18 | Coll de Bracons 2      | 19,66 km  | Didier Auriol Denis Giraudet         | 12'56"1          | 91,2 km/h      | Didier Auriol Denis Giraudet         |
| Frazione 3 (25 Mar) | PS17  | 13:35 | Osor 2                 | 13,26 km  | Gilles Panizzi Hervé Panizzi         | 8'10"9           | 97,2 km/h      | Didier Auriol Denis Giraudet         |
| Frazione 3 (25 Mar) | PS18  | 14:09 | Collsesplanes 2        | 26,28 km  | Philippe Bugalski Jean-Paul Chiaroni | 16'33"3          | 95,2 km/h      | Didier Auriol Denis Giraudet         |

## Classifiche mondiali
Classifica piloti
| Pos. | Pos. | Pilota            | Punti |
| ---- | ---- | ----------------- | ----- |
| 1    |      | Tommi Mäkinen     | 24    |
| 2    |      | Carlos Sainz      | 18    |
| 3    | N    | Didier Auriol     | 10    |
| 4    | 1    | Harri Rovanperä   | 10    |
| 5    | 1    | François Delecour | 9     |
| 6    | N    | Gilles Panizzi    | 6     |
| 7    | 2    | Thomas Rådström   | 6     |
| 8    | 2    | Toni Gardemeister | 5     |
| 9    | 2    | Marcus Grönholm   | 4     |
| 10   | 1    | Freddy Loix       | 4     |
| 11   | 3    | Richard Burns     | 3     |
| 12   | 3    | Armin Schwarz     | 3     |
| 13   | 3    | Alister McRae     | 1     |
| 14   | 2    | Petter Solberg    | 1     |

Classifica costruttori WRC
| Pos. | Pos. | Squadra                      | Punti |
| ---- | ---- | ---------------------------- | ----- |
| 1    |      | Marlboro Mitsubishi Ralliart | 40    |
| 2    |      | Ford Motor Co. Ltd.          | 22    |
| 3    | 3    | Peugeot Total                | 20    |
| 4    |      | Subaru World Rally Team      | 8     |
| 5    | 2    | Hyundai Castrol WRT          | 8     |
| 6    | 1    | Škoda Motorsport             | 6     |

Legenda: Pos.= Posizione;  N = In classifica per la prima volta.